# Uđi slobodno...
Uđi slobodno... petnaesti je album pjevačice Lepe Brene, odnosno četvrti samostalni.
Izdan je 2008. u nakladi Grand Produkcije i Miligram Musica, odnosno Dallas Recordsa za hrvatsko i slovensko tržište.
Prodan je u nakladi od 300 000 primjeraka.

## Popis pjesama
| Br. | Skladba             | Trajanje |
| --- | ------------------- | -------- |
| 1.  | »Uđi slobodno«      | 4:04     |
| 2.  | »Pazi kome zavidiš« | 4:23     |
| 3.  | »Kuća laži«         | 3:29     |
| 4.  | »Grad«              | 4:03     |
| 5.  | »Zašto«             | 3:03     |
| 6.  | »Kralj«             | 3:38     |
| 7.  | »Sledeći«           | 3:46     |
| 8.  | »Dobra grešnica«    | 3:28     |
| 9.  | »Zrno tuge«         | 3:19     |
| 10. | »Dva asa«           | 4:12     |

## Pozadina
Album je zamišljen kao veliki povratak Lepe Brene na glazbenu scenu nakon pauze od osam godina.
S ciljem da albumov žanr bude pop, Brena surađuje s producentom Aleksandrom Milićem. Također surađuje s tekstopiscima Marinom Tucaković i Ljiljanom Jorgovanović.

## Spotovi
Spot za pjesmu »Pazi kome zavidiš« objavljen je 2008. godine i radila ga je produkcijska kuća Visual Infinity.
Spot za pjesmu »Uđi slobodno« objavljen je 2012. godine i radio ga je Dejan Milićević.

## Turneja "Uđi slobodno"
Izlaskom novoga albuma, Brena je odlučila krenuti na europsku i australsku turneju radi promocije.
Turneja je počela 1. studenoga 2008. u Zürichu, a završila 28. svibnja 2011. u Düsseldorfu.
U Hrvatskoj nastupala je u Zagrebu, Tinjanu i Rijeci.

## Izdanja
| Regija              | Datum            | Format(i)  | Izdavač                            | Ref.  |
| ------------------- | ---------------- | ---------- | ---------------------------------- | ----- |
| Srbija              | 28. lipnja 2008. | CD, kaseta | Grand Production, Miligram Records | [ 1 ] |
| Hrvatska, Slovenija | 28. lipnja 2008. | CD         | Dallas Records                     | [ 1 ] |

## Vanjske poveznice
- Lepa Brena - Tekstovi pjesama